# Open GDF Suez 2011
L'Open GDF Suez 2011 è stato un torneo di tennis giocato sul cemento indoor. È stata la 19ª edizione dell'Open GDF Suez (formalmente conosciuto come Open Gaz de France) che fa parte della categoria Premier nell'ambito del WTA Tour 2011. Si è giocato allo Stade Pierre de Coubertin di Parigi in Francia dal 7 al 13 febbraio 2011.

## Partecipanti

### Teste di serie
| Nazionalità | Giocatrice         | Ranking* | Testa di serie |
| ----------- | ------------------ | -------- | -------------- |
| Belgio      | Kim Clijsters      | 2        | 1              |
| Russia      | Marija Šarapova    | 13       | 2              |
| Estonia     | Kaia Kanepi        | 17       | 3              |
| Rep. Ceca   | Petra Kvitová      | 18       | 4              |
| Russia      | Nadia Petrova      | 20       | 5              |
| Germania    | Andrea Petković    | 24       | 6              |
| Belgio      | Yanina Wickmayer   | 26       | 7              |
| Slovacchia  | Dominika Cibulková | 27       | 8              |

- Ranking al 31 gennaio 2011.

### Altre partecipanti
Giocatrici che hanno ricevuto una Wild card:
- Marija Šarapova
- Yanina Wickmayer
- Virginie Razzano

Giocatrici passate dalle qualificazioni:

- Jelena Dokić
- Ana Vrljić
- Vesna Manasieva
- Kristína Kučová

Lucky Loser:
- Stéphanie Cohen-Aloro

## Campionesse

### Singolare
Petra Kvitová ha battuto in finale  Kim Clijsters con il punteggio di 6–4, 6–3.
- È il 2º titolo dell'anno per Petra Kvitová, il 3° della sua carriera.

### Doppio
Bethanie Mattek-Sands /  Meghann Shaughnessy hanno battuto in finale  Vera Duševina /  Ekaterina Makarova con il punteggio di 6–4, 6–2.